# MVP (luchador)
Hassan Hamin Assad, nacido Alvin Burke, Jr. (Miami, Florida, 28 de octubre de 1973) es un exluchador profesional estadounidense. Trabajaba para la empresa WWE en la marca Raw bajo el nombre MVP, una abreviación de Montel Vontavious Porter. Previo a su carrera dentro de la WWE, trabajó en varias empresas bajo el nombre Antonio Bank$. Tras su despido en 2010, estuvo dos años trabajando para la empresa New Japan Pro Wrestling.
Dentro de sus logros destacan tres reinados como Campeón de los Estados Unidos, un reinado como Campeón en Parejas de la WWE junto a Matt Hardy y un reinado como Campeón Intercontinental de la IWGP, siendo además el primer campeón.

## Biografía
Assad nació y creció bajo el nombre Alvin Burke, Jr. en Opa-locka, Florida, hijo de un oficial de policía. A la edad de 12 años se unió a una banda, describiéndola como una banda de grafiteros, la cual se transformó con el tiempo en una banda callejera. Pasó seis meses en un centro de menores después de ser detenido por robo. Poco después pasó 9 años y medio de una condena de 18 años y medio en prisión al ser acusado de robo armado y secuestro a los 16 años. Mientras estaba en prisión, se convirtió al islam, cambiando su nombre al de Hassan Hamin Assad. Debido a este pasado, en muchas ocasiones ha de pasar por varios permisos y pruebas para entrar en otros países durante giras internacionales.

## Trayectoria

### Inicios
Hassan entró en la lucha profesional en el 2003 después de estar nueve años y medio en la cárcel por estar implicado en delitos tales como asalto a bancos, robo de bolsos, atraco a mano armada en hogares de residencia o pertenencia a bandas juveniles armadas.
Al inicio de su carrera, luchó bajo el nombre Antonio Banks en varios circuitos independientes, como Future of Wrestling, Coastal Championship Wrestling y Full Impact Pro. También aparecería como jobber en Total Nonstop Action Wrestling y Ring of Honor.

### World Wrestling Entertainment

#### Deep South Wrestling (2005–2006)
En el 2005, tras un gran número de dark matches, Banks firmó un contrato con la WWE para entrar en su territorio de desarrollo, Deep South Wrestling. Allí cambió ligeramente su nombre, adoptando el de Antonio Bank$, y desarrolló el gimmick de un arrogante y ególatra deportista, inspirado en el personaje Rod Tidwell de Jerry Maguire y en el jugador real de la NFL Terrell Owens. Más tarde cambiaría su nombre al de Montel Vontavious Porter, un juego de palabras cuyas iniciales coincidirían con las de Most Valuable Player.

#### 2006–2007

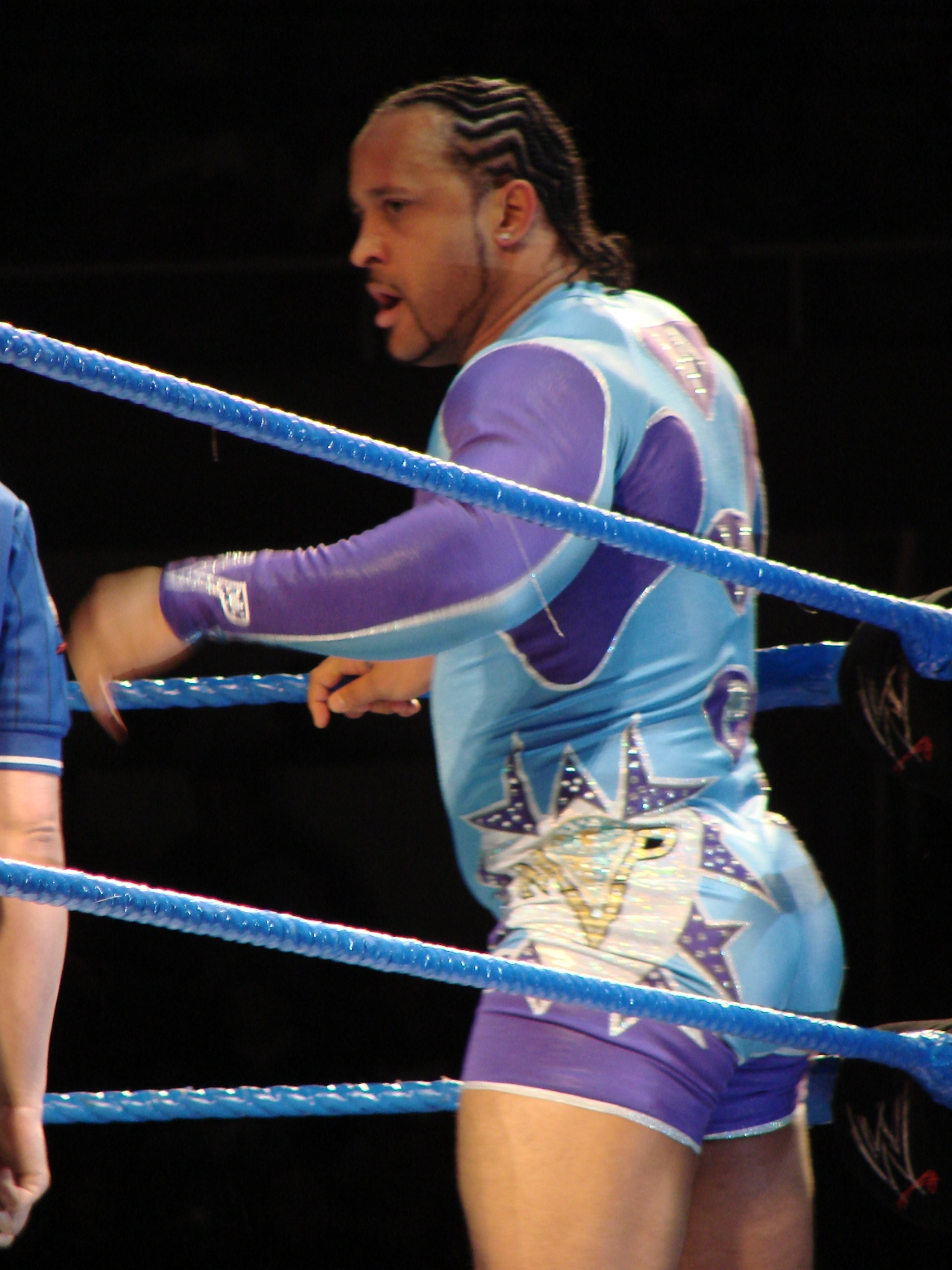
Assad fue presentado en la WWE como MVP, un talento libre muy demandado.

Montel Vontavious Porter hizo su primera aparición en WWE en la edición del 4 de agosto de 2006 de Smackdown!, siendo descrito como un codiciado agente libre.
La historia inicial involucraba a MVP apareciendo en camerinos y entre el público del estadio, ocasionalmente rodeado de mujeres y un guardaespaldas y hablando con el General Mánager de SmackDown! Theodore Long acerca de su contrato que estaba agresivamente negociado. Su firma de contrato en pantalla ocurrió durante un segmento en WWE.com, subido el 26 de septiembre de 2006. Finalmente, debutó en No Mercy, derrotando a Marty Garner. Durante el evento, Porter utilizó un nuevo atuendo de lucha consistente en un maillot deportivo brillante, el cual recibió las burlas de los fanes e incluso de los comentaristas, quienes decían que parecía sacado de una película de Power Rangers. En las semanas siguientes, MVP demandó un oponente más duro, enfrentándose a Kane el 13 de octubre, perdiendo al huir del ring. Sin embargo, ambos empezaron un feudo entre los dos, enfrentándose en Survivor Series, donde el Team Cena (John Cena, Kane, Bobby Lashley, Sabu & Rob Van Dam) derrotó al Team Big Show (The Big Show, Test, Umaga, Finlay & MVP), siendo eliminado por Van Dam, hasta que finalmente fue derrotado por Kane en un Inferno match en Armageddon. Participó en la Royal Rumble, pero fue eliminado por The Undertaker. Tras esto, empezó un feudo con el Campeón de los Estados Unidos Chris Benoit, perdiendo ante él en No Way Out en una lucha donde peleó junto a MNM (Johnny Nitro & Joey Mercury) contra Benoit & The Hardys (Matt & Jeff), en WrestleMania 23 y en Backlash, pero derrotándole y ganando el campeonato en Judgment Day. Tras retener el título en Vengeance:Night of Champions ante Ric Flair, empezó un feudo con Matt Hardy, reteniendo el título en The Great American Bash, pero, al no querer defender el campeonato ante él, empezaron a hacer equipo, ganando el Campeonato en Parejas de la WWE al derrotar a Deuce 'N Domino y reteniéndolo en Unforgiven ante los excampeones.
Luego, empezaron varias competiciones para ver quién de los dos era el mejor, enfrentándose en concursos de comer pizza, beber cerveza o jugar al ajedrez. Finalmente, MVP & Hardy perdieron el Campeonato en Parejas ante John Morrison & The Miz, perdiendo la revancha ese mismo día. Tras el combate, MVP cambió a heel, atacando a Matt y lesionándole (kayfabe). En Survivor Series, el Team Triple H (Triple H, Jeff Hardy, Rey Mysterio & Kane) derrotó al Team Umaga (Umaga, Mr. Kennedy, Big Daddy V, Finlay & MVP). Tras esto, MVP defendió con éxito el título ante Mysterio en Armageddon por cuenta de fuera.

#### 2008
El 27 de enero en Royal Rumble, peleó contra "Nature Boy" Ric Flair, en el cual si Ric Flair perdía el combate, tendría que dejar su carrera como luchador. Finalmente, Flair ganó el combate tras aplicarle a MVP la "Figure Four Leglock". En No Way Out perdió la oportunidad de ganar un combate por el Campeonato Mundial Peso Pesado en WrestleMania XXIV tras ser eliminado de la Cámara de Eliminación. Después derrotó a Batista en dos combates por el campeonato de los Estados Unidos reteniendo así su título en el primero por "count out" de Batista y en el último cubrió a Batista después de que Umaga le aplicase un "samoan spike" en una lucha sin descalificación. Recibió una oportunidad para participar en el Money in the Bank de Wrestlemania XXIV, pero perdió. Durante la lucha, Matt Hardy hizo su regreso a la WWE atacando a MVP, impidiéndole coger el maletín.
En Backlash perdió el Campeonato de los Estados Unidos frente a Matt Hardy, después de que este le aplicara su Twist Of Fate.
En la revancha llevada a cabo en la siguiente emisión de SmackDown! fue derrotado nuevamente por Matt Hardy. En Judgment Day, fue derrotado por el hermano de Matt, Jeff Hardy tras recibir su "Whisper In The Wind". Más tarde en Night of Champions se enfrentó de nuevo con Jeff Hardy en un "dark match", pero volvió a ser derrotado. Finalmente, en SummerSlam MVP derrotó a Jeff, con la interferencia de Shelton Benjamin, quien distrajo a Hardy.
Comenzando el 29 de agosto en SmackDown!, MVP tuvo una racha de derrotas que duró sobre cinco meses, perdiendo combates tanto individuales como por equipos. En Unforgiven no logró ganar el Campeonato de la WWE en el Championship Scramble que fue ganado por Triple H. La racha de derrotas ocasionó que MVP dejase de recibir su "contrato de bonificación", por lo que tuvo que dejar de entrar al ring con la cortina inflable de la NFL. Luego de esto comenzó un feudo con The Great Khali luchando ambos en Survivor Series donde el Team Michaels (Shawn Michaels, Cryme Tyme, Rey Mysterio & The Great Khali) derrotó al Team JBL (JBL, Kane, John Morrison, The Miz & MVP).

#### 2009

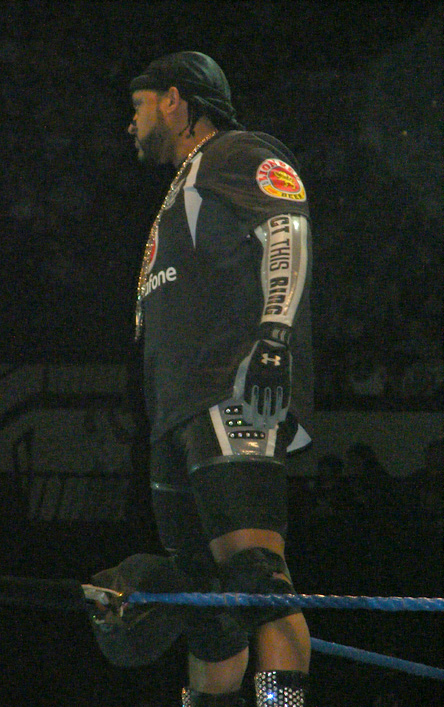
Tras su racha de derrotas en 2008, MVP tan solo fue usado como Mid Carder o Jobber, terminando por abandonar la empresa.

MVP logró romper su racha de derrotas el 16 de enero de 2009, en SmackDown!, derrotando a Big Show con ayuda de Triple H, volviéndose face. Participó en la edición de Royal Rumble 2009, pero fue eliminado por Vladimir Kozlov. MVP se clasificó al Money in the Bank de WrestleMania XXV en la edición del 6 de marzo de SmackDown al derrotar a Matt Hardy.
Posteriormente, el 17 de marzo (emitido el 20 de marzo), derrotó a Shelton Benjamin, ganando el Campeonato de los Estados Unidos por segunda vez. Luego, el 5 de abril, en WrestleMania XXV, participó en el Money in the Bank frente a CM Punk, Kane, Kofi Kingston, Finlay, Shelton Benjamin, Mark Henry y Christian, pero no logró ganar.
El 13 de abril de 2009 fue enviado a la marca RAW debido al Draft 2009. Perdió en SmackDown contra Dolph Ziggler tras un roll-up, por lo que el 30 de abril se enfrentó a él de nuevo, reteniendo el Campeonato de los Estados Unidos y el 18 de mayo de 2009 lo volvió a retener frente a Matt Hardy. El 1 de junio perdió el Campeonato de los Estados Unidos contra Kofi Kingston. Luego, en Extreme Rules, tuvo una oportunidad por el Campeonato de los Estados Unidos frente al campeón Kofi Kingston, Matt Hardy y William Regal, pero no logró ganar. Perdió en Night of Champions en la lucha por el Campeonato de los Estados Unidos frente el campeón Kofi Kingston, The Miz, Primo Colon, Jack Swagger y Carlito, combate dónde Kofi Kingston consiguió retener el título. En SummerSlam derrotó a Jack Swagger.
Luego hizo equipo con Mark Henry, enfrentándose en Breaking Point, a los Campeones Unificados en Parejas Chris Jericho y Big Show, siendo derrotados. Aunque ganaron una serie de combates no titulares contra ellos, no lograron obtener los títulos. Posteriormente siguió formando equipo con Henry, siendo llamado de forma extraoficial "World Strongest Tag Team". El 16 de noviembre tuvo una oportunidad por el Campeonato de los Estados Unidos contra el campeón The Miz pero no logró ganar. En Survivor Series el Team Kingston(Kofi Kingston, MVP, Mark Henry, R-Truth & Christian) derrotó al Team Orton (Randy Orton, Ted DiBiase, Cody Rhodes, CM Punk & William Regal).

#### 2010
El 4 de enero de 2010 en RAW derrotó a Mark Henry, Jack Swagger y Carlito convirtiéndose el retador número 1 por el Campeonato de los Estados Unidos, enfrentándose al campeón The Miz en Royal Rumble, perdiendo MVP. Sin embargo, MVP eliminó a The Miz en el Royal Rumble match, empezando ambos un feudo. En Elimination Chamber se enfrentaron por el Campeonato de los Estados Unidos, ganando The Miz gracias a una intervención de Big Show. Participó en el Money in the Bank de WrestleMania XXVI, pero no logró ganar, siendo el ganador Jack Swagger. Luego, en Extreme Rules, perdió en una lucha en parejas junto a Mark Henry ante The Miz & Big Show. Debido al Supplemental Draft, fue traspasado de RAW a SmackDown!, debutando con su nuevo finisher, "The Play of the Day". Comenzó un feudo con la Straight Edge Society cuando estos tenían otro feudo con Rey Mysterio, hizo pareja con Rey Mysterio derrotando a CM Punk y a Luke Gallows y a la semana siguiente derrotó a Gallows. El 1 de junio se anunció que MVP sería el mánager de Percy Watson para la segunda temporada de NXT.
Perdió contra Zack Ryder en el dark match de Fatal 4-Way. Participó en la lucha clasificatoria del SmackDown! Money in the Bank siendo derrotado por Dolph Ziggler, en la lucha también participó Chavo Guerrero. Poco después empezó un feudo con Jack Swagger. Luego, tuvo dos oportunidades por el Campeonato Intercontinental de Ziggler, enfrentándose a él el 1 de octubre y el 12 de noviembre, perdiendo la primera por la interferencia de The Nexus y la segunda por pinfall. En Survivor Series, el Team Mysterio (Rey Mysterio, Kofi Kingston, Montel Vontavious Porter, Chris Masters & Big Show) derrotó al Team del Río (Alberto del Río, Jack Swagger, Tyler Reks, Cody Rhodes & Drew McIntyre). El 26 de noviembre, perdió una lucha ante McIntyre para clasificarse al King of the Ring. Su última lucha fue junto a Kaval para enfrentarse a Dolph Ziggler y Drew McIntyre, siendo derrotados. El 2 de diciembre de 2010, WWE llegó a un acuerdo para liberar a MVP de la empresa.

### New Japan Pro Wrestling (2011–2013)
En 2011, firmó un contrato de un año con la empresa japonesa New Japan Pro Wrestling (NJPW). Sin embargo, TMZ informó de que su debut se vería aplazado hasta febrero por problemas con su visa de trabajo. Dentro de la storyline, MVP fue traído a la empresa por NOSAWA Rongai, quien quería que se uniera al stable heel Kojima Office, liderada por Satoshi Kojima. En su primera lucha en la empresa, luchó junto al miembro de la Kojima Office Taichi, derrotando a Togi Makabe & Tomoaki Honma. El 6 de marzo, MVP participó en la New Japan Cup de 2011, donde el ganador obtendría una oportunidad por el Campeonato Peso Pesado de la IWGP, derrotando a Karl Anderson en la primera lucha. Sin embargo, perdió el 19 de marzo en la segunda ronda, ante Togi Makabe. Al día siguiente, obtuvo su mayor victoria en la empresa al hacer rendir al campeón Hiroshi Tanahashi en una lucha de parejas junto a Satoshi Kojima y Tanahashi con Hirooki Goto.
Hizo su regreso a los Estados Unidos como parte de la primera gira de la NJPW por los EE. UU. En la primera noche, el 13 de mayo, participó en un torneo para declarar al primer Campeón Intercontinental de la IWGP, ganando en la primera ronda a Kazuchika Okada El 13 de mayo, derrotó a Tetsuya Naito para pasar a la final. El tercer día, derrotó a Toru Yano en la final del torneo, ganando el Campeonato Intercontinental de la IWGP, convirtiéndose en el primer campeón de la historia. En ese mismo evento, MVP salvó a Satoshi Kojima de un ataque del debutante Lance Archer, saliéndose de la Suzuki Army. Tuvo su primera defensa exitosa el 18 de junio en Dominion 6.18 ante Toru Yano.
Ambs se volvieron a enfrentar el 18 de julio, saliendo MVP victorioso de nuevo. Tras la lucha, Masato Tanaka, miembro del stable de Yano, Chaos le retó a un combate por el título. En agosto de ese año, participó en el torneo G1 Climax, donde consiguió seis victorias en sus nueve luchas, pero perdió ante Karl Anderson el último día del torneo, por lo que no pudo pasar a la final. Finalmente, el 10 de octubre en Destruction '11, se enfrentó a Tanaka por el Campeonato Intercontinental, pero fue derrotado, acabando así con su reinado de 148 días. MVP tuvo su revancha el 4 de diciembre, pero perdió el combate por una interferencia de Yujiro Takahashi.
El 4 de enero de 2012, en el Wrestle Kingdom VI in Tokyo Dome, MVP hizo equipo con Shelton Benjamin, derrotando a Tanaka & Takahashi al forzar a Takahashi a rendirse. Volvió a luchar junto a Benjamin el 16 de junio en Dominion 6.16, derrotando a Karl Anderson & Tama Tonga. En agosto participó en el torneo anual G1 Climax, donde ganó cuatro de sus ocho combates, no pudiendo pasar a las finales. Después de no luchar en la NJPW durante los siguientes meses, hizo su regreso en noviembre de 2012, participando en el torneo 2012 World Tag League junto a Benjamin, siendo conocidos como "Black Dynamite". Terminaron el torneo el 1 de diciembre con tres victorias, una sobre los Campeones en Parejas de la IWGP Davey Boy Smith, Jr. & Lance Archer, y tres derrotas, no pudiendo avanzar a la semifinal. En febrero de 2013 anunció por su Twitter que dejaba la empresa para centrarse en otros proyectos.

### Circuito independiente (2013–2020)
MVP ha hecho apariciones frecuentes para la promoción House of Hardcore (HOH) de Tommy Dreamer. Luchó en el segundo y tercer evento cuando la promoción comenzó en 2013. Después de su período en TNA, MVP derrotó a Moose en House of Hardcore XVI en agosto de 2016 en su regreso a la promoción. Luego apareció en nueve shows consecutivos para la promoción en 2017, luchando con jugadores como Jack Swagger, Tommy Dreamer, Billy Gunn y Matt Cross, entre otros. El 1 de diciembre de 2018, hizo su aparición más reciente para la promoción, derrotando a Big Cass en HOH 51.
Anunció el 31 de marzo de 2016 que se uniría a Lucha Underground. Sin embargo, días después, el 8 de abril, anunció su liberación de la compañía debido a la violación involuntaria de los términos de su contrato al entrevistar a los miembros de la lista para su podcast. El 10 de octubre de 2016, MVP derrotó a Jody Kristofferson para el Campeonato Universal de Peso Pesado All Pro Wrestling (APW). MVP peleó contra Rob Van Dam por el PCW Ultra Heavyweight Championship el 24 de marzo de 2017 en un esfuerzo por perder. Al día siguiente, MVP perdió el APW Universal Heavyweight Championship ante Lustre The Legend. Su regreso del 22 de junio de 2018 a APW resultó en una pérdida para Penta El 0M.
A principios de 2018, MVP luchó dos partidos para la promoción de Booker T, Reality of Wrestling. El 25 de febrero de 2018, ganó una batalla real para el Big League Wrestling World Heavyweight Championship, un título que aún posee. En marzo de 2018 luchó en Estambul, Turquía para la lucha de poder turco en el evento principal. Debutó para AAW Wrestling el 4 de agosto de 2018, en un partido donde venció a Eddie Kingston.
A principios de 2019 luchó con mayor frecuencia para World Class Revolution (WCR), una promoción con sede en Oklahoma. También durante 2019 luchó para Hoodslam Wrestling de Oakland y la nueva promoción mexicana de Alberto El Patrón, Nación Lucha Libre.

### Total Nonstop Action Wrestling (2014–2015)

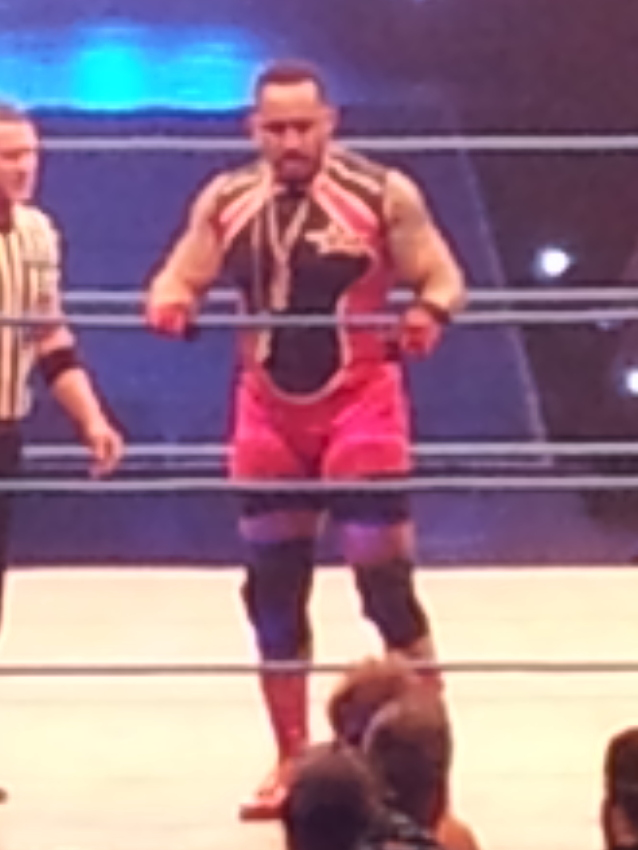
MVP en la TNA en enero de 2014.

El 30 de enero de 2014, en un episodio de Impact Wrestling en Escocia, Assad regresó a TNA bajo su antiguo nombre de MVP, presentándose como un inversor secreto de TNA que había firmado a The Wolves (Eddie Edwards & Davey Richards) y se había opuesto a Dixie Carter. El 13 de febrero en Impact Wrestling derrotó a Rockstar Spud y en Lockdown, venció junto a The Wolves y Willow en un Lethal Lockdown Match a Team Dixie (Bobby Roode, The BroMans (Robbie E & Jessie Godderz) y Austin Aries), ganando el control completo de TNA.
En la edición del 8 de mayo de Impact Wrestling, después de decirle a Eric Young que estaba "orgulloso" de él, MVP atacó a Young y se anunció como el contendiente #1 por el Campeonato Mundial Peso Pesado de la TNA de Young, volviéndose heel en el proceso. Sin embargo, TNA anunció el viernes anterior a la lucha por el campeonato en Slammiversary XII que debido a un menisco roto, MVP fue considerado médicamente incapaz de competir, sacándolo de la lucha en el proceso. Según Pro Wrestling Insider, los planes originales eran coronar a MVP como campeón.
En la edición del 19 de junio de Impact Wrestling, MVP y Kenny King ayudaron a Lashley ganar el Campeonato Mundial Peso Pesado de la TNA de Eric Young, y despidió al árbitro Earl Hebner en el proceso. En el episodio del 26 de junio de Impact Wrestling, fue relevado de sus funciones como Director de Operaciones cuando intentó despedir a Bobby Roode y el reemplazo de MVP como Director de Operaciones fue luego revelado que era Kurt Angle. El 18 de septiembre de 2014, en las grabaciones de la edición del 28 de octubre de Impact Wrestling, Lashley perdió el Campeonato Mundial Peso Pesado de la TNA a Roode.
Lashley recuperó el campeonato el 7 de enero de 2015 con la ayuda de MVP y King, además de la de Samoa Joe, Low Ki y el amigo de Roode Eric Young. En las grabaciones de la noche siguiente del episodio del 16 de enero de 2015 de Impact Wrestling, Lashley se negó a ser parte del nuevo stable de MVP, Beat Down Clan y decidió irse, pero fue atacado por los otros miembros mientras MVP dijo que el título le pertenece a BDC.

### Major League Wrestling (2017–2018)
Debido a su podcast en la red de radio MLW de Court Bauer, MVP fue elegido como uno de los luchadores para el recién relanzado Major League Wrestling (MLW). Apareció en su primer show desde 2004, One Shot venció a Sami Callihan en un combate sin descalificación el 5 de octubre de 2017. También se unió a la compañía como agente, produciendo promociones de talentos y partidos. En febrero de 2018, MVP participó en el torneo para coronar a un nuevo Campeón Mundial de Peso Pesado de MLW, el primero desde el renacimiento de la promoción. Fue derrotado en la primera ronda por Tom Lawlor. Dos meses después hizo su debut en su nuevo programa semanal MLW Fusion en un partido contra Callihan, que MVP perdió. MVP continuó su enemistad con Callihan al derrotar a uno de los socios de Callihan, Leon Scott, por DQ en el episodio del 8 de junio de MLW Fusion. El 1 de julio de 2018, MVP reveló que se había separado de MLW y MLW Radio. Su último combate para la promoción se emitió el 6 de julio de 2018. Fue una pelea en la sala de calderas que Sami Callihan ganó y terminó su enemistad.

### Regreso a WWE (2018, 2020-2024)
Regresó a WWE en el "Especial 25 Aniversary" de RAW después de estar ocho años fuera de la Empresa, en un segmento junto a leyendas como Ron Simmons, Jeff Hardy o JBL.
MVP sorprendió a todos haciendo presencia en el Royal Rumble entrando en el número 12 pero fue eliminado por Brock Lesnar. Esta fue la primera aparición de Montel Vontavious Porter "M.V.P." en la WWE desde RAW Reunion por sus 25 años, no obstante volvió a luchar en el Monday Night RAW posterior al Royal Rumble contra Rey Mysterio pero acabó perdiendo el combate. En el episodio del 10 de febrero de Raw, MVP trae de vuelta The VIP Lounge, con su invitado como el ganador del Royal Rumble, Drew McIntyre. Durante el segmento, MVP se volvió Heel al insultar a los fanáticos e intentó asesorar a McIntyre, luego de lo cual fue atacado por McIntyre.
En el RAW del 17 de febrero apareció dando una pequeña promo desafiando a Drew McIntyre a una lucha y atacándole posteriormente. Sonó la campana y en pocos instantes fue derrotado de una Claymore Kick de Drew, el 20 de abril luchó por entrar a la lucha de Money in the Bank Ladder Match, pero fue derrotado por Apollo Crews, a la semana siguiente anunció que empezará a administrar al equipo de Shane Thorne y Brendan Vink.
En Money In the Bank, MVP estaba programado para enfrentar a R-Truth, pero luego anunció que su reemplazo sería Bobby Lashley, quien rápidamente derrotó a Truth. La noche siguiente en Raw, MVP platico con Lashley en el backstage y le dijo que tenía que concentrarse y volver a la disputa por el título de la WWE, al tiempo que culpaba a su esposa (kayfabe) Lana por retenerlo. Más tarde en la noche, después de MVP, Thorne y Vink perdieron un combate de equipo de seis hombres contra Truth, Alexander y Ricochet, MVP y Lashley atacaron a Truth y se fueron juntos, confirmando así su alianza. En las próximas semanas, MVP ya fungiría como el mánager de Bobby Lashley cuando Lashley comenzó a pelear con Drew McIntyre desafiándolo por el Campeonato de la WWE en Backlash. En el episodio del 8 de junio de Raw, MVP obtuvo su primera victoria desde su regreso cuando se unió a Lashley para derrotar a The Viking Raiders. En Backlash, Lashley no logró capturar el Campeonato de WWE debido a un altercado entre MVP y Lana en el ringside que distrajo a Lashley y permitió a McIntyre retener su campeonato. La noche siguiente en Raw, Lashley se enfrentó a Lana y la culpó por su derrota en Backlash, que ella lo usó para hacerse famoso, incluso hacer pública su vida sexual, luego Lashley luego pediría un divorcio antes de irse con MVP. En la misma noche se enfrentó junto con Lashley a McIntyre por el Campeonato de la WWE en un combate por equipos que también involucró a R-Truth, pero perdió nuevamente cuando este último lo detuvo. En el episodio del 20 de julio de Raw, Shelton Benjamin se unió a su establo, ahora conocido como The Hurt Business.
MVP luego comenzó una disputa con el campeón estadounidense Apollo Crews, después de que MVP le ofreciera sus servicios pero Crews lo rechazó. En Extreme Rules The Horror Show MVP junto a Bobby Lashley se proclamó a sí mismo campeón de los Estados Unidos de WWE tras ganar por abandonó un combate con Apollo Crews, quien no se presentaria nunca para ese combate debido a que no pudo estar en el evento. El 3 de agosto en Raw MVP se enfrentó a Apollo Crews, quien hizo su regreso después de varias semanas de no estar, perdiendo ante Crews el campeonato de los Estados Unidos de WWE llevándose Apollo los 2 campeonatos. En Payback, Lashley derrotó a Crews para ganar el Campeonato de Estados Unidos. En el episodio del 7 de septiembre de Raw, Cedric Alexander se unió a The Hurt Business cuando traicionó a Crews y Ricochet durante una lucha por equipos de seis hombres, atacándolos y ayudando a The Hurt Business a ganar el combate. En TLC, estuvo presente cuando Alexander y Benjamin ganaron el Campeonato de Parejas de Raw. A principios de 2021, MVP sufrió una lesión en la pierna y comenzó a usar una muleta para moverse, lo que lo sacó de la acción dentro del ring. Estuvo presente cuando Bobby Lashley ganó el Campeonato de la WWE en el episodio del 1 de marzo de Raw. en 2022 traicionaria a bobby lashley para aliarse con omos, argumentando que Omos es más grande y más fuerte que Lashley, diciendo que Omos venceria a Lashley en wrestlemania backlash y así fue gracias a su ayuda con trampa Omos ganó.

### Ring of Honor (2019)
El 25 de enero de 2019, MVP regresó a Ring of Honor (ROH) en su show Road To G1 Supercard en Houston, Texas. Esta fue su primera aparición en la compañía desde un combate en 2005, donde luchó como Antonio Banks. En el show debutó como socio sorpresa de Kenny King, reformando el Clan Beat Down. Continuarían derrotando al equipo de Willie Mack y Colt Cabana avanzándolos en el torneo Tag Wars. Los ganadores de Tag Wars recibirán una oportunidad por el título del Campeonato Mundial en Parejas de ROH en el pago por evento del 17º aniversario de ROH y un lugar en el torneo de la Copa Crockett. Sin embargo, MVP y King perdieron en las semifinales del torneo ante Brody King y PCO.

### Global Wrestling Evolution - Panama (2019)
MVP puso su nombre en la historia de la lucha libre en Panamá al convertirse en el primer extranjero en ganar el Campeonato de la GWE, durante el evento Septiembre Negro realizado por la Global Wrestling Evolution (GWE).

### Regreso a Impact Wrestling (2019)
El 13 de septiembre de 2019, hizo una aparición para TNA, ahora conocido como Impact Wrestling en su especial Operation Override Twitch.tv. En el partido, compitió por el Campeonato Mundial de WCR contra el campeón Chavo Guerrero, Jr. Debido a la finalización de la descalificación, los dos tuvieron una revancha en los especiales mensuales de Victory Road Impact Plus.

## Campeonatos y logros
- World Class Revolution

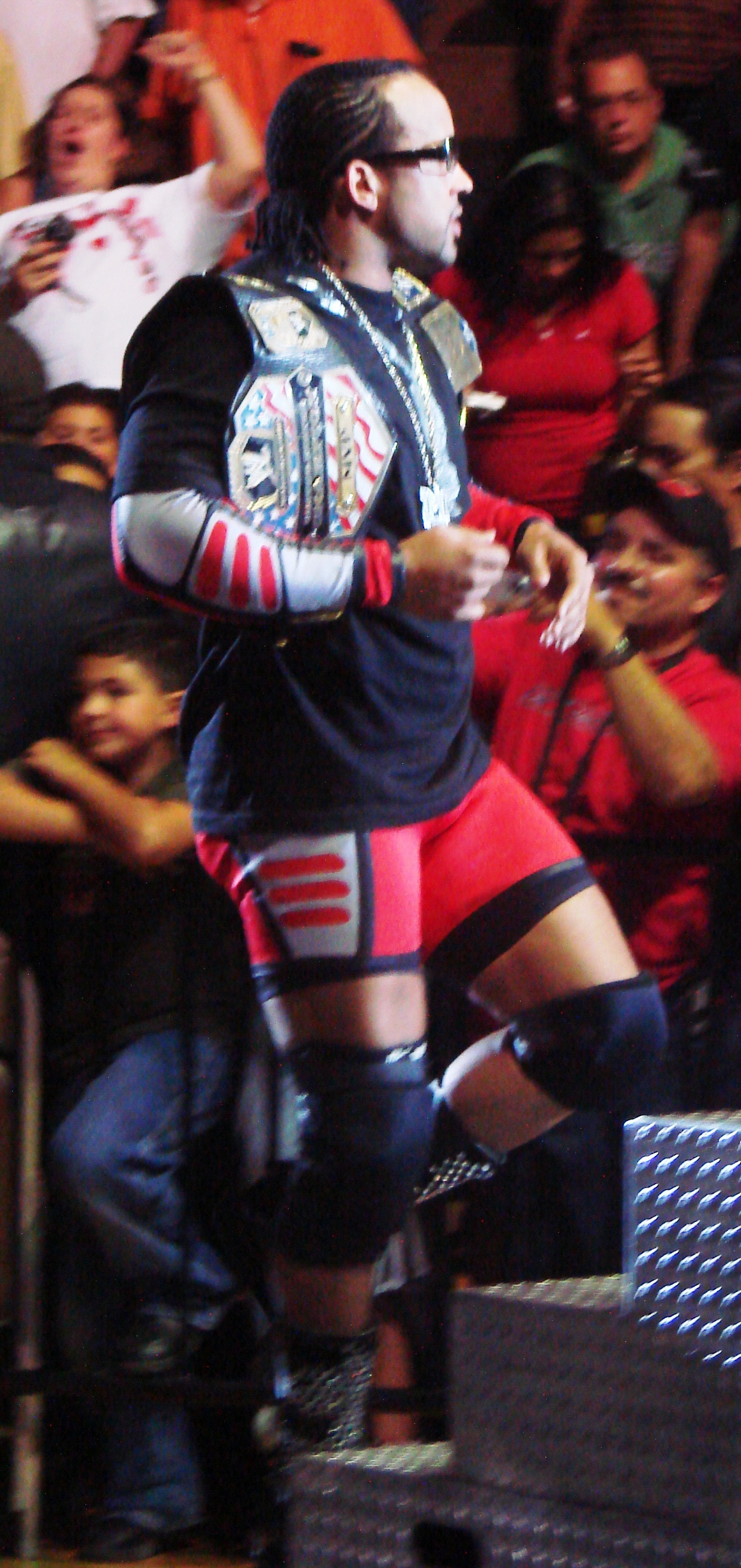
MVP como Campeón de los Estados Unidos.

  - WCR Heavyweight Championship (3 veces)[77]

- New Japan Pro Wrestling/NJPW
  - IWGP Intercontinental Championship (1 vez)

- World Wrestling Entertainment/WWE
  - WWE United States Championship (2 veces)
  - WWE Tag Team Championship (1 vez) - con Matt Hardy
  - Slammy Award (1 vez)
    - Trash Talker of the Year (2020) como The Hurt Business, compartido con Lacey Evans

- Coastal Championship Wrestling/CCW
  - CCW World Heavyweight Championship (1 vez)

- Future of Wrestling/FOW
  - FOW Tag Team Championship (1 vez) - con Punisher

- Southern Championship Wrestling/SCW
  - SCW Florida Championship (1 vez)

- Global Wrestling Evolution/GWE
  - GWE Heavyweight Championship (1 vez)

- Pro Wrestling Illustrated
  - Situado en el Nº368 en los PWI 500 de 2006[78]
  - Situado en el Nº47 en los PWI 500 de 2007[79]
  - Situado en el Nº23 en los PWI 500 del 2008[80]
  - Situado en el Nº33 en los PWI 500 de 2009[81]
  - Situado en el Nº59 en los PWI 500 de 2010[82]
  - Situado en el Nº121 en los PWI 500 de 2011[83]
  - Situado en el Nº263 en los PWI 500 de 2012[84]
  - Situado en el Nº272 en los PWI 500 de 2013[85]
- Wrestling Observer Newsletter
  - WON Luchador que más ha mejorado – 2007
  - WON Luchador más infravalorado – 2008
- Campeón  latinoamericano de la GWE - 2019